# Gyaling
El gyaling (Tibetà རྒྱ་གླིང་།, Wylie: rgya gling, anglès: també anomenat gya ling, gya-ling, jahlin, jah-lin, jahling, jahlin, rgya-gling etc.) Gyaling significa literalment "flauta xinesa", és un instrument de vent-fusta tradicional utilitzat al Tíbet. Com el seu nom indica, és el corn de doble llengüeta xinès (similar al Suona), i va ser utilitzat principalment als monestirs tibetans durant la puja (cant i oració) i està associat amb les deïtats pacífiques i la idea de devoció.

## Disseny
L'aspecte del gyaling és semblant a un oboè amb un cos llarg de fusta dura i una campana de coure. L'instrument està generalment cobert amb adorns de vidres de colors. La llengüeta doble, que es fabrica a partir d’una sola tija d’herba pantanosa, es posa sobre un petit canal metàl·lic que sobresurt per la part superior. Té vuit forats en un sistema normalitzat.
Per tocar un gyaling cal una tècnica anomenada respiració circular, en què l’instrument emetrà constantment un so lineal, fins i tot mentre el músic inspira. La llengüeta està totalment endinsada a la boca de l'intèrpret però sense tocar-la; els llavis pressionen el canal pla de metall situat per sota de la canya. L'intèrpret afina l'instrument amb la respiració. La manera de tocar un gyaling varia segons el llinatge i el ritual.

## Ús en el ritual
Una orquestra ritual budista tibetana típica bas la instrumentació en un gyaling, dungchen, kangling, dungkar (petxines de cargol), drillbu (timbres), silnyen (platerets) i, el més important, el cant. Junts, creen amb la música un estat d'ànim per convidar o convocar divinitats.
Sovint, l'estil d'actuació és similar a la d'una cornamusa, amb moltes notes estranyes curtes i ràpides.

## Galeria

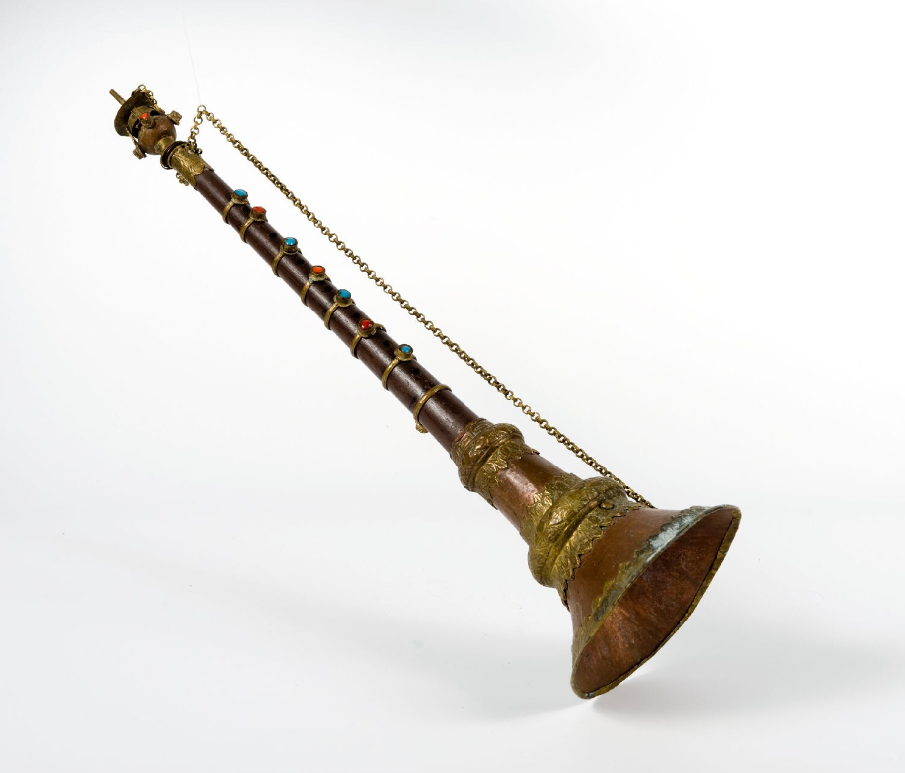
Ghyaling al National Museum of World Cultures and the World Museum.
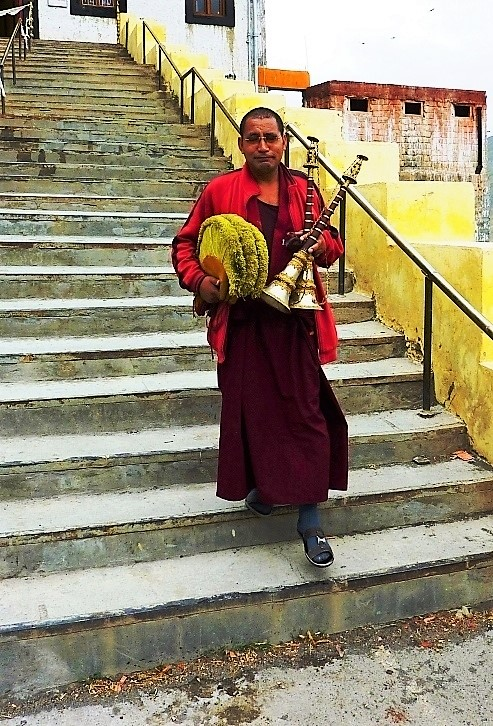
Monjo al Key Monastery Spiti, Himachal Pradesh, Índia.
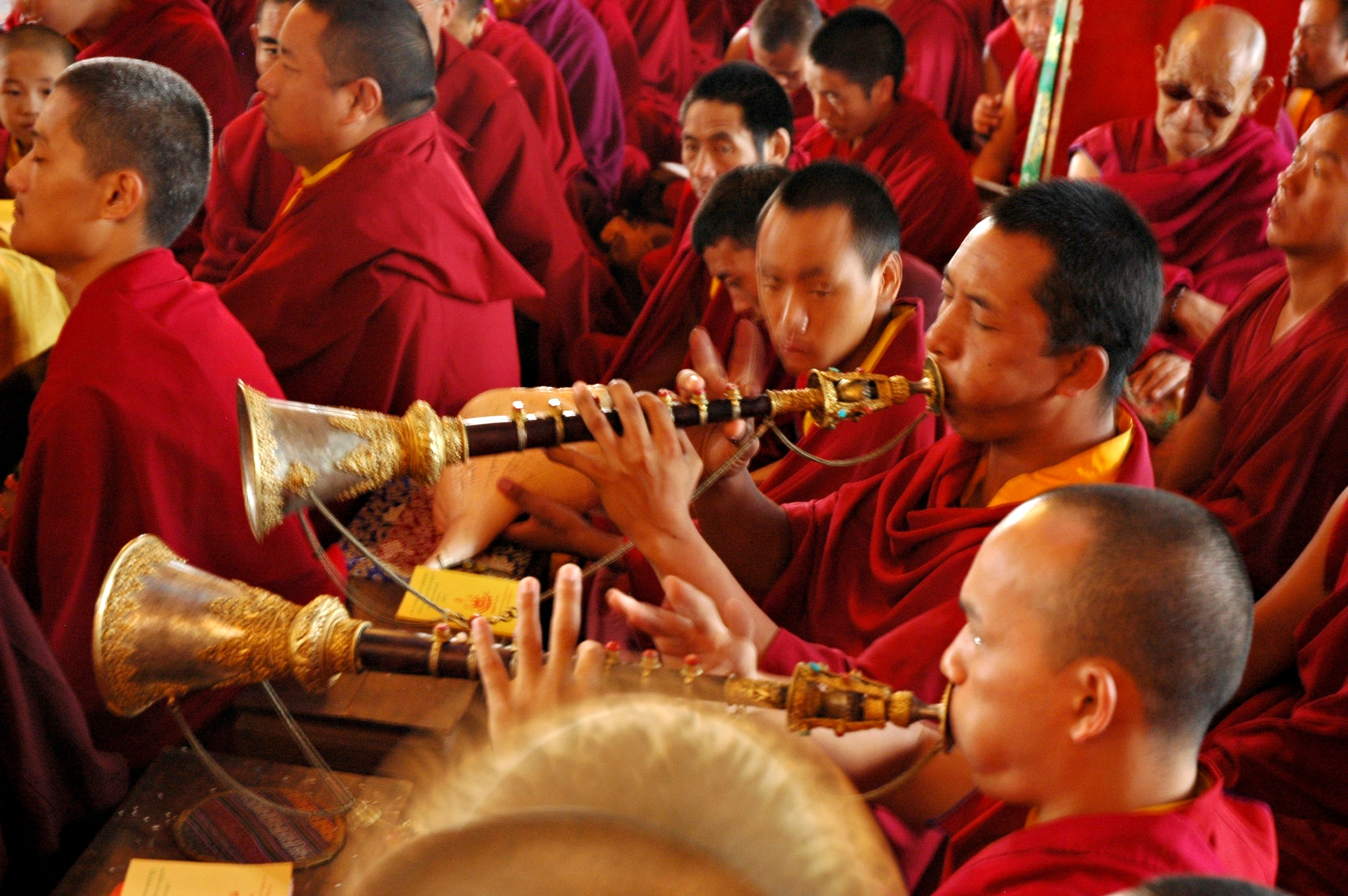
Tharlam Monastery, Boudha, Kathmandu, Nepal
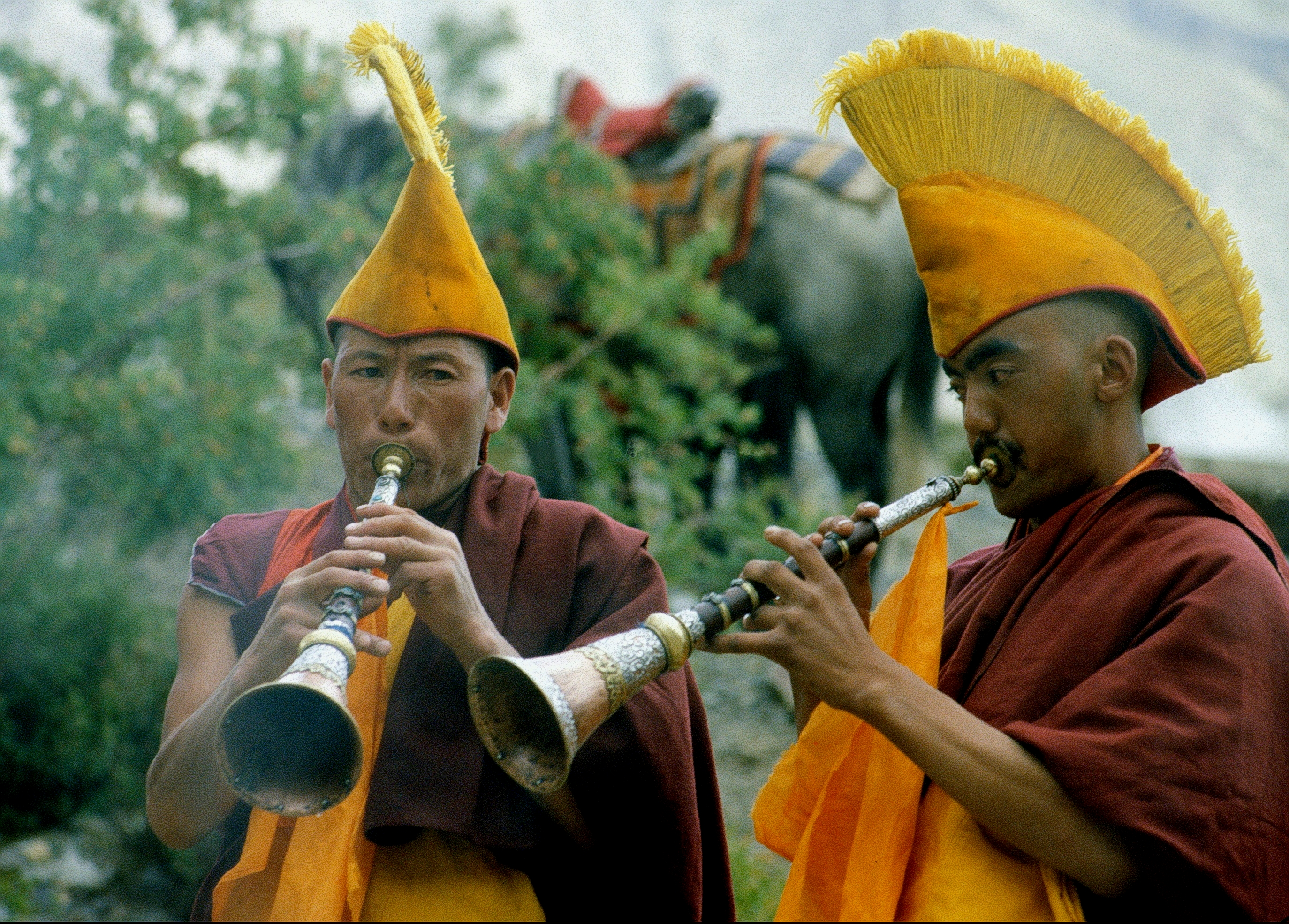
Tocant el gyaling al Lingshed Monastery